# Giuliano Pavanello
Giuliano Pavanello, né le 29 novembre 1961 à Musile di Piave (Vénétie), est un coureur cycliste italien, professionnel de 1983 à 1985.

## Biographie
Né en 1961 à Musile di Piave dans la province de Venise, Giuliano Pavanello commence sa carrière amateur en 1980 avec le GS Serrande-De Nardi-Bottecchia, remportant le Grand Prix de Poggiana et le Giro Tre Province Toscane. L'année suivante, avec le GS La Tiesse Spinazzé, il obtient la victoire au Giro del Piave et termine troisième du Trofeo Zsšdi, tandis qu'en 1982, il termine deuxième aux championnats du monde militaires.
Devenu professionnel à 22 ans, en 1983, avec l'équipe Mareno-Wilier Triestina, il participe cette année-là au Tour d'Italie, terminant 100e au classement général et obtenant une quatrième place dans la troisième étape comme meilleur résultat, de Comacchio à Fano. En 1984, en plus de la troisième place au Tour de Toscane et de la cinquième au Tour de Romagne, il participe de nouveau au Giro, terminant quatrième de la sixième étape entre Chieti et Foggia.
Il clôt sa carrière professionnelle avec la formation Santini-Krups-Conti-Galli en 1985, année au cours de laquelle il participe à la fois au Tour d'Italie (108e au classement général) et au Tour de France, conclu en 139e position, avec un quinzième place sur la dix-neuvième étape entre Pau et Bordeaux comme meilleur résultat.
De retour dans la catégorie amateurs, il remporte en 1988 le Giro del Medio Brenta. Plus tard dans sa vie, il se consacre au triathlon, devenant président de l'association sportive ASD Pavanello Eroi del Piave à San Biagio di Callalta.

## Palmarès
| - 1980 - Grand Prix de Poggiana - Giro Tre Provincie Toscane - 1981 - Circuito Pievese - Giro del Piave - 3e du Trofeo Zsšdi | - 1982 - Médaillé d'argent du championnat du monde militaires sur route - 3e du Piccola Sanremo - 1984 - 3e du Tour de Toscane - 1988 - Giro del Medio Brenta |

## Résultats sur les grands tours

### Tour de France
1 participation
- 1985 : 139e

### Tour d'Italie
3 participations
- 1983 : 100e
- 1984 : non-partant (17e étape)
- 1985 : 108e